# ابن أبي البيان
سديد الدين أبو الفضل داود بن أبي الفرج الإسرائيلي الملقب بالشيخ السيد. طبيب وصيدلي مصري يهودي. عاش في القرن 12 الميلادي السادس الهجري. أخذ الطب والصيدلة عن هبة الله أبو البركات، وبرز في وصف وتركيب الدواء حتى أصبح صيدلي الملك العادل احمد بن أيوب، وقد عمر طويلا، ولكن ضعف نظره في اخريات ايامه حتى لم يعد يخرج من منزله. وقد خصص له الملك الناصر صلاح الدين الأيوبي في كل شهر أربعة وعشرين دينارا مصريا تصل إليه في منزله دون أن يكلف خدمة. وقد استمر على هذا الحال نحو عشرين سنة. ومن أهم مؤلفاته (الدستور البيمارستاني) الذي سمي أيضا بكتاب (الاقراباذين) وقد جعله ابن أبي البيان في 12 بابا، واستخدم طويلا في مستشفيات مصر والشام والعراق - واعتنى بنشره بولس سباط الحلبي. وكذا (المجريات في الطب).